# Harvey-Torpedo

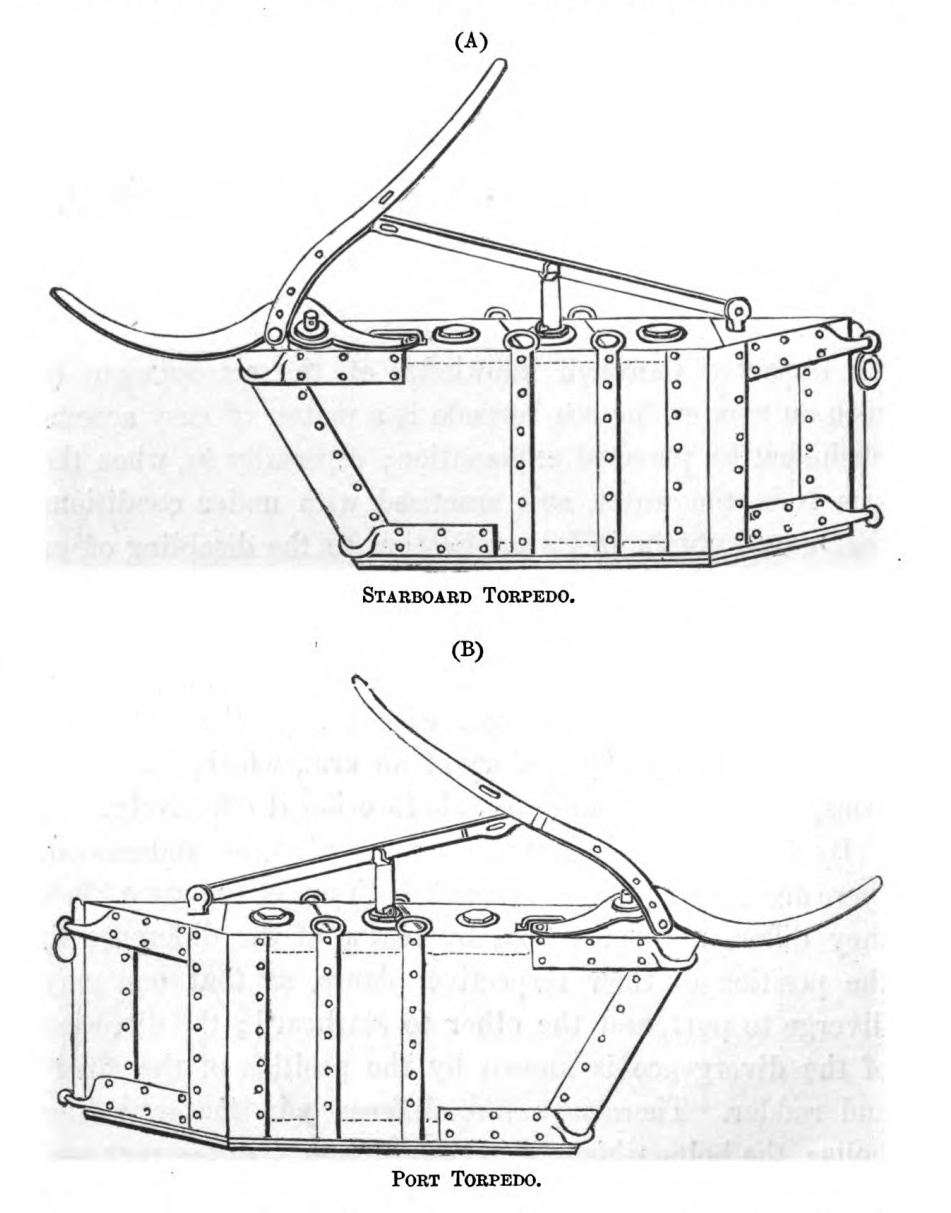
Harvey-Torpedo

Der Harvey-Torpedo (englisch: Harvey torpedo, auch Harvey's torpedo) war eine 1871 bei der Royal Navy eingeführte einfach konstruierte geschleppte Seemine.

## Einzelheiten

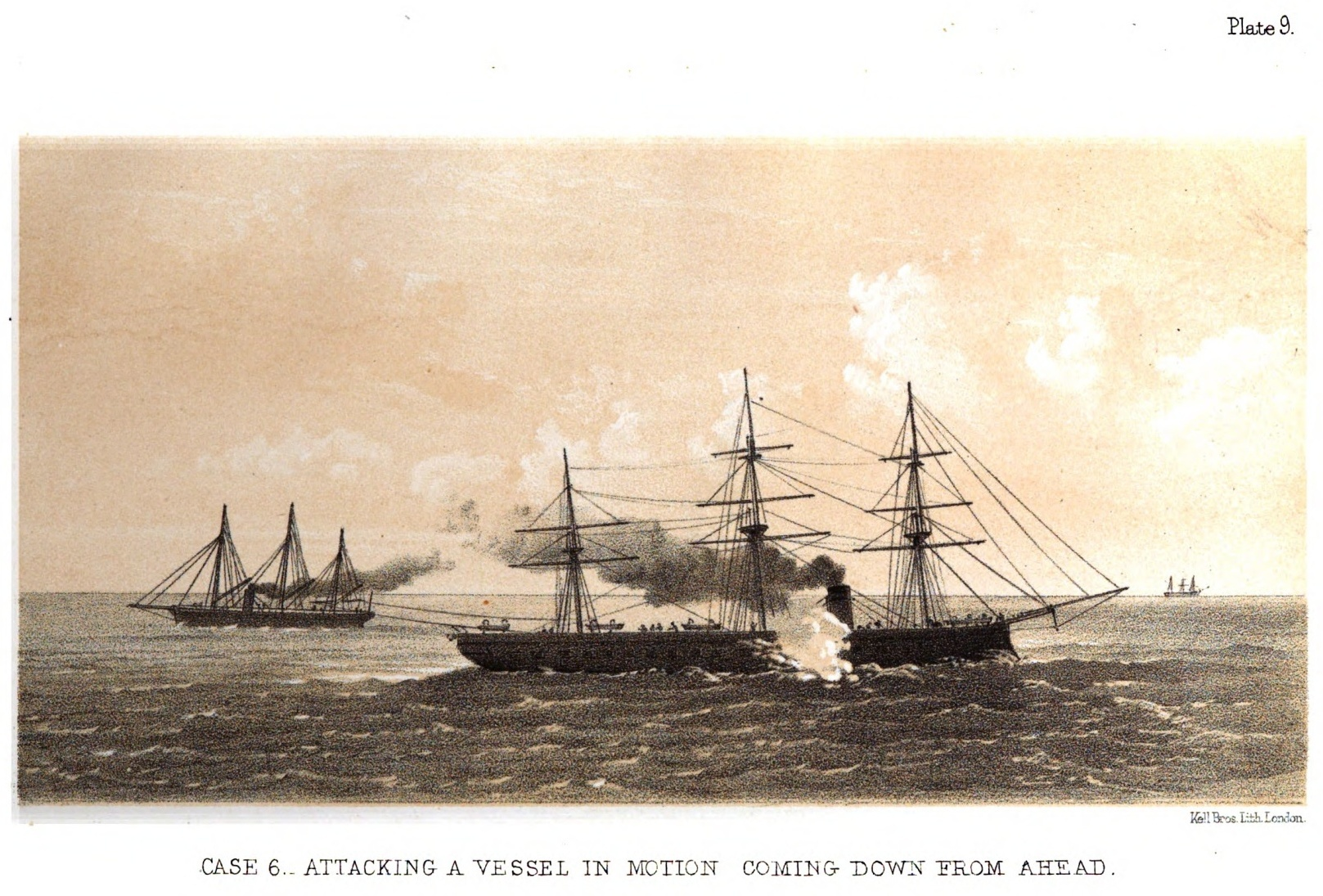
Geplanter Einsatz im Gegenkurs

Entwickelt wurde die Seewaffe gemeinsam von Captain John Harvey und Commander Frederick Harvey. Sie bestand aus einem kistenförmigen Kupferkanister, in dem je nach Größe eine Schwarzpulver- oder Schießbaumwollefüllung von 27 oder 76 Pfund enthalten war. Man schleppte den Harvey-Torpedo an einer rund 140 Meter langen Leine hinter dem Schiff, wobei er nach dem Prinzip des Scherbretts etwa 45 Grad nach jeder Seite vom Kurs des schleppenden Schiffs ausscherte. Die Anwendung der Mine sollte durch Kreuzen des Kurses vor dem Steven eines gegnerischen Schiffes erfolgen. Beim Auftreffen auf das gegnerische Schiff wurde die Mine durch einen Aufschlagzünder mit einer Schwefelsäurefüllung gezündet.
Der Harvey-Torpedo wurde nie in einem echten Gefecht angewendet, da er schon bald durch die rasche Entwicklung „echter“ Torpedos als veraltet galt. Der Name Torpedo für eine eigentlich als Mine anzusehende Waffe ist auf die zu dieser Zeit schnell fortschreitende Entwicklung der Seekriegstechnik zurückzuführen, in der die Benennung des neuen Waffensystems sich noch nicht allgemein durchgesetzt hatte.